# Isoperla kappa
Isoperla kappa is een steenvlieg uit de familie Perlodidae. De wetenschappelijke naam van de soort is voor het eerst geldig gepubliceerd in 2002 door Ishizuka.